# 伊爾波羅冰川
69°50′S 74°54′E / 69.833°S 74.900°E
伊爾波羅冰川是南極洲的冰川，流經極地時代冰川和極地研究冰川之間，最終注入帕布利凱申斯冰架，該冰川以極地雜誌命名。